# Nephthea amentacea
Nephthea amentacea är en korallart som beskrevs av Studer 1894. Nephthea amentacea ingår i släktet Nephthea och familjen Nephtheidae. Inga underarter finns listade i Catalogue of Life.